# نوک‌بزرگ بال‌خالدار
نوک‌بزرگ بال‌خالدار (نام علمی: Mycerobas melanozanthos) گونه‌ای از سهره‌ها در تیرهٔ سهرگان (Fringillidae) است که در ارتفاعات متوسط تا بالاتر یافت می‌شود. این پرنده در شبه‌قاره هند و بخش‌هایی از جنوب شرق آسیا یافت می‌شود. محدودهٔ پراکندگی آن شامل بوتان، هند، لائوس، میانمار، نپال، پاکستان، تایلند، تبت و ویتنام است. زیستگاه‌های طبیعی آن جنگل‌های خشک نیمه‌گرمسیری یا گرمسیری و جنگل‌های کوهستانی نمناک نیمه‌گرمسیری یا گرمسیری است.